# Dialectes lucaniens
Cet article concerne les dialectes lucaniens actuels. Pour la langue disparue, voir Lucanien. Pour le peuple antique, voir Lucaniens.
Les dialectes lucaniens sont des dialectes parlés dans la région italienne de la Basilicate.
Leur nom italien, lucano, provient de l’ancien nom romain de la région, la Lucanie.
Ils correspondent aux dialectes italiens méridionaux parlés dans cette région et les régions immédiatement voisines (quelques communes des Pouilles et province de Cosenza notamment) à l’exception des dialectes gallo-italiques de Basilicate qui relèvent d’un autre groupe. Le calabrais septentrional fait partie de ces dialectes, notamment ceux de l’aire Lausberg qui prend son nom d’Heinrich Lausberg, aire de transition qui se trouve à cheval des deux régions.